# 鳥取県警察
鳥取県警察（とっとりけんけいさつ）は、鳥取県が設置した警察組織であり、鳥取県内を管轄区域とし、鳥取県警と略称する。警察法上、鳥取県公安委員会の管理を受けるが、給与支払者は鳥取県知事である。また警察庁中国四国管区警察局の監督を受ける。
本部所在地は鳥取市東町1丁目271番地。9の警察署と、1,170人の警察官からなる。

## 沿革
- 2005年（平成17年）4月1日 - 市町村合併に伴い、県内警察署の管轄見直しで岩美・溝口警察署廃止をはじめとした警察署・交番・駐在所の統廃合などが行われた。
- 2010年（平成22年）3月26日 - 鳥取自動車道の県内区間全通に伴い、高速道路交通警察隊鳥取分駐隊の新設が行われた。

## 本部組織

### 警務部

#### 総務課
- 庶務係
- 秘書係
- 議会担当係
- 公安委員会補佐室
  - 公安委員会係
- 取調べ監督室
  - 取調べ監督係

#### 広報県民課
- 庶務係
- 公文書・情報公開・個人情報保護係
- 広聴・苦情・相談係
- 広報・窓口・機関誌係
- 鳥取県警察音楽隊
- 被害者支援室
  - 被害者支援係

#### 会計課
- 庶務係
- 予算係
- 管財係
- 庁舎管理係
- 施設整備係
- 監査室
  - 監査係
  - 審査出納係
- 庶務集中室
  - 庶務集中係
  - 契約係
  - 物品調達係
  - 整備工場

#### 警務課
- 総務係
- 人事第一係
- 人事第二係
- 給与係
- 装備係
- 企画室
  - 企画第一・法制係
  - 企画第二係

#### 人材育成課
- 庶務係
- 教養係
- 術科指導係

#### 厚生課
- 庶務係
- 厚生係
- 共済係
- 健康管理室
  - 健康管理係

#### 情報管理課
- 庶務係
- 文書係
- 電子計算室
  - 指導係
  - システム運用係
  - システム開発係
- 照会センター

#### 監察課
- 庶務係
- 監察・訟務係
- 表彰係
- 留置管理室
  - 留置管理係

### 生活安全部

#### 生活安全企画課
- 総務係
- 企画・指導係
- 許可指導係
- 犯罪抑止対策室
  - 特殊詐欺予防係
  - 犯罪抑止係
- 生活安全特別捜査隊
  - 特別捜査第一係
  - 特別捜査第二係

#### 少年・人身安全対策課
- 庶務係
- 少年企画係
- 少年事件係
- 東部少年サポートセンター
  - 相談支援係
  - 育成係
  - 中部分室
- 西部少年サポートセンター
  - 相談支援係
  - 育成係
- 人身安全対策室
  - 人身安全第一係
  - 人身安全第二係

#### サイバー犯罪対策課
- 庶務係
- サイバー犯罪対策係
- サイバー犯罪捜査係
- サイバー犯罪解析係

#### 地域課
- 庶務係
- 企画係
- 航空係
- 地域指導室
  - 指導係
- 鉄道警察隊（米子市弥生町2（米子駅）[1]）
  - 米子分駐隊（米子市弥生町2（米子駅））
  - 鳥取分駐隊（鳥取市東品治町111-1（鳥取駅））

#### 通信指令課
- 庶務係
- 通信企画係
- 指令第一係
- 指令第二係
- 指令第三係

### 刑事部

#### 刑事企画課
- 総務係
- 企画・指導係
- 告訴・告発センター
  - 告訴・告発係
- 取調べ指導室
  - 取調べ指導係
- 捜査支援室
  - 捜査支援係
  - 犯罪統計係
  - 手配共助係

#### 捜査第一課
- 庶務係
- 強行犯・性犯罪捜査指導係
- 特殊犯・科学捜査係
- 盗犯係
- 特別捜査班
- 検視官室
  - 検視東部班
  - 検視中部班
  - 検視西部班
- 機動捜査隊
  - 東部班
  - 中部班
  - 西部班

#### 捜査第二課
- 庶務係
- 知能犯係
- 選挙係
- 知能犯特別捜査第一係
- 知能犯特別捜査第二係
- 特殊詐欺係
- 暴力団事件・指導係
- 暴力団排除対策係
- 薬物・銃器係
- 組織犯罪特別捜査隊
  - 犯罪収益対策係
  - 国際捜査係
  - 組織犯罪特別捜査第一係
  - 組織犯罪特別捜査第二係

#### 鑑識課
- 庶務係
- 指導係
- 機動鑑識第一係
- 機動鑑識第二係
- 足痕跡係
- 現場指紋係
- 指紋資料係

#### 科学捜査研究所
- 庶務係
- 法医科
- 化学科
- 物理科
- 文書心理科

### 交通部

#### 交通企画課
- 総務係
- 企画・法令係
- 安全教育・指導係
- 交通事故抑止対策室
  - 事故分析係
  - 事故抑止対策係

#### 交通指導課
- 庶務係
- 指導取締係
- 駐車対策係
- 交通事故事件捜査・鑑識係
- 交通事故事件指導第一係
- 交通事故事件指導第二係
- 交通反則通告センター

#### 交通規制課
- 庶務係
- 規制第一係
- 規制第二係
- 管制センター
- 施設係

#### 運転免許課（鳥取市吉方温泉二丁目501-1（鳥取県運転免許センター））
- 庶務係
- 免許企画係
- 資料係
- 行政処分係
- 教習所係
- 高齢運転者講習係
- 鳥取県自動車運転免許試験場（東伯郡湯梨浜町上浅津216）
- 東部地区運転免許センター（鳥取市吉方温泉二丁目501-1（鳥取県運転免許センター））
- 中部地区運転免許センター（東伯郡湯梨浜町上浅津216（鳥取県自動車運転免許試験場））
- 西部地区運転免許センター（米子市上福原1272-2）

#### 交通機動隊（米子自動車道・鳥取自動車道・山陰自動車道以外の高速道路（山陰近畿自動車道など）も管轄。）
- 庶務係
- 指導係
- 東部分駐隊
- 中部分駐隊
- 西部分駐隊

#### 高速道路交通警察隊（米子市赤井手962-2（米子TB）。
- 庶務係
- 指導係
- 米子分駐隊（米子市赤井手962-2（米子TB）。米子自動車道・山陰自動車道（大栄東伯IC以西）を管轄[2][3]。）
- 鳥取分駐隊（鳥取市松原256-4（吉岡温泉IC）。鳥取自動車道（駒帰交差点以北）・山陰自動車道（はわいIC以東）を管轄）

### 警備部

#### 警備第一課
- 総務係
- 企画係
- 第一係
- 第二係
- 第三係
- 第四係
- 第五係
- 第六係

#### 警備第二課
- 庶務係
- 実施係
- 災害係
- 警衛・警護係
- 航空隊
  - 企画・特務係
  - 運航係
  - 整備係

#### 外事課
- 庶務係
- 第一係
- 第二係
- 国際テロ対策係
- 特別捜査係

#### 機動隊（鳥取市伏野1738-11）
- 庶務係
- 小隊
- 企画係
- 術科係

### 鳥取県警察学校（鳥取市伏野46-5）
- 総務係
- 教務第一係
- 教務第二係
- 術科教養係

## データ
- 警察署数 - 9
- 交番数 - 16
- 駐在所数 - 87
- 職員数 - 1,170名（警察官）
- パトカー - 170台
- 白バイ - 60台
- ヘリコプター - 1機
  - JA39GE「さきゅう」（AW109 SP）
- 警備艇 - 1隻
  - 鳥取1 ゆみはま 境港 12m型 2020/2-
  - (退役) 鳥取2 こすもす 鳥取 8m型

## 警察署
警察署数は9。警察車両のナンバー地名はすべて「鳥取」である。
| 地域 | 警察署名称      | 所在地                   | 管轄区域                                         | 前身       |
| ---- | --------------- | ------------------------ | ------------------------------------------------ | ---------- |
| 東部 | 鳥取警察署      | 鳥取市千代水3丁目100     | 鳥取市東部（本庁・国府・福部地区）、岩美郡岩美町 |            |
| 東部 | └岩美幹部派出所 | 岩美郡岩美町浦富645-6    | 鳥取市東部（本庁・国府・福部地区）、岩美郡岩美町 | 岩美警察署 |
| 東部 | 郡家警察署      | 八頭郡八頭町郡家120-2    | 八頭郡若桜町、八頭町                             |            |
| 東部 | 智頭警察署      | 八頭郡智頭町智頭21-3     | 鳥取市南部（河原・用瀬・佐治地区）、八頭郡智頭町 |            |
| 東部 | 浜村警察署      | 鳥取市気高町北浜2丁目158 | 鳥取市西部（気高・鹿野・青谷地区）               |            |
| 中部 | 倉吉警察署      | 倉吉市清谷町1丁目10      | 倉吉市、東伯郡三朝町・湯梨浜町・北栄町           |            |
| 中部 | 琴浦大山警察署  | 東伯郡琴浦町赤碕1919-21  | 東伯郡琴浦町                                     | 八橋警察署 |
| 西部 | 琴浦大山警察署  | 東伯郡琴浦町赤碕1919-21  | 西伯郡大山町                                     | 八橋警察署 |
| 西部 | 米子警察署      | 米子市上福原1266-4       | 米子市、西伯郡日吉津村・南部町                   |            |
| 西部 | 境港警察署      | 境港市上道町1891-3       | 境港市                                           | 境警察署   |
| 西部 | 黒坂警察署      | 日野郡日野町下菅242-1    | 西伯郡伯耆町、日野郡日南町・日野町・江府町       |            |
| 西部 | └溝口幹部派出所 | 西伯郡伯耆町溝口748-1    | 西伯郡伯耆町、日野郡日南町・日野町・江府町       | 溝口警察署 |

### 警察署の再編
- 2005年（平成17年）4月1日
  - 鳥取警察署と岩美警察署が統合し、岩美警察署が岩美幹部交番となる。
  - 鳥取市の河原町地区を郡家警察署から智頭警察署に移管。
  - 大栄町（現：北栄町大栄地域）を八橋警察署から倉吉警察署に移管。
  - 大山町（大山・名和地域）を米子警察署から八橋警察署に移管。
  - 黒坂警察署と溝口警察署が統合し、溝口警察署が溝口幹部派出所となる。
- 2017年（平成29年）5月22日
  - 八橋警察署が「琴浦大山警察署」に移転改称[4][5][6]。

## 主な事件
- 1991年（平成3年）-  スナックママ連続殺人事件
- 2009年（平成21年） - 鳥取連続不審死事件

### 未解決事件
| 事件名                             | 発生           | 概要 | 捜査                                     |
| ---------------------------------- | -------------- | --- | ---------------------------------------- |
| 赤碕町信用金庫支店長強盗殺人事件   | 1957年3月10日  | 信用金庫で宿直の支店長（52）が強盗に殺害される。容疑者を全国に指名手配するなどしたが、犯人の特定には至らず時効成立。 | 時効                                     |
| 米子事件                           | 1964年11月17日 | 堤防上の掘立小屋が全焼し、焼け跡から住人男性が遺体で発見された。古谷惣吉の関与が疑われたが、立件はされなかった。 | 時効                                     |
| 女性拉致容疑事案                   | 1977年10月21日 | 松本京子さん（29）が、午後8時すぎ、自宅近くの編み物教室に向かうため外出したところを北朝鮮に拉致される。 | 捜査中（鳥取県警・特定失踪者問題調査会） |
| 拉致の可能性を排除できない事案     | 1977年11月14日 | 旅館従業員の女性（47）が、午後9時から翌日午前7時までの間に、米子市内の自宅を普段着姿で外出し行方不明。自宅にはバッグ、現金、常に持ち歩いていたポケベル等が置いたままだった。脱北した元踊子による目撃証言がある。                                                             | 捜査中（鳥取県警・特定失踪者問題調査会） |
| 拉致の可能性を排除できない事案     | 1988年8月2日   | 午後6時、元エンジニアで漁師の男性（36）が漁に出たまま隠岐島沖で失踪。8月10日に海上保安庁が竹島沖で無人の漁船を発見。船には衝突した痕跡があり、青い塗料が付着していた。この塗料は当時の日本船舶には使用されていないものだった。前日には現場付近海域で不審船の目撃情報がある。 | 捜査中（鳥取県警・特定失踪者問題調査会） |
| 鳥取市拳銃使用タクシー強盗殺人事件 | 2009年7月17日  | 午後9時40分頃、鳥取市立川町の住宅街でタクシー運転手の男性（60）が射殺され、売上金を奪われた。犯人はJR鳥取駅北口のタクシー乗り場から乗り込んだとみられる。タクシーは同市東今在家の路上に乗り捨てられていた。                                                                  | 捜査中                                   |

## 不祥事
- 2019年2月22日 - 県西部の警察署の男性巡査（20代）を道路交通法違反（酒気帯び運転）の疑いで書類送検した。酒気帯びの容疑の捜査過程で、巡査は、2017年6月ごろから内部規定に反し、上司の許可を得ず捜査情報の収集対象者と飲食店で20回接触し、捜査費を使わず相手に飲食代を払ってもらったことがあることが明らかになった。男性巡査は22日付で停職6か月の懲戒処分となり、依願退職した[16]。
- 2019年9月 - 男性警部補が休日に、大阪府内の路上で女性に付きまとい、衣服の上から尻の辺りを動画で撮影した。近くで目撃した人が警部補に声を掛け、大阪府警察に通報。府警が県警に連絡した。県警は9月13日に男性警部補を減給100分の10（3カ月）の懲戒処分とした。県警は、男性警部補は逮捕されていないため個別の事案には答えられないとし詳細を明らかにしていない[17]。